# Ян Цзя
Ян Цзя (кит. 陽甲) или Сянь Цзя — император Китая из династии Шан, сын Цзу Дина.

## Биография
Правил около 17 лет. На 3-й год свого правления император послал войска против варваров Даньшань. По смерти Ян Цзя его престол унаследовал его младший брат Пань Гэн.